# Matthias Weckmann
Matthias Weckmann (Niederdorla (Thüringen), ca. 1616 - Hamburg, 24 februari 1674) was een Duits componist van barokmuziek.

## Leven
Zijn muziekstudie volgde hij in Dresden als koorknaap aan het Saksische Hof, onder leiding van Heinrich Schütz. Later vervolgde hij zijn studies in Hamburg waar hij werkte, samen zijn vriend en collega Christoph Bernhard, met de beroemde organist (en oud-Sweelinckleerling) Jacob Praetorius in de Sint Petruskerk.
Hij kwam via Schütz in aanraking met het Italiaanse concertato, de Venetiaanse meerkorige stijl en de monodie omdat Schütz door Italië reisde en hier als jonge man Giovanni Gabrieli en Monteverdi ontmoette. Daarnaast kwam Weckmann in aanraking met de stijl van de Nederlandse componist Jan Pieterszoon Sweelinck via diens leerlingen die ook in Hamburg woonden. Weckmann reisde naar Denemarken in 1637 met zijn leermeester Schütz en werd van 1638 tot 1642 aangesteld als organist aan het keurvorstelijke hof van Saksen. Hij keerde in 1647 terug naar Denemarken. 
Tijdens zijn laatste verblijf van 1649 tot 1655 in Dresden ontmoette hij Johann Jakob Froberger tijdens een muziekcompetitie. Ze bleven vrienden en correspondeerden met elkaar. Na de muziekcompetitie werd hij aangesteld als organist in de Jakobkirche in Hamburg waar hij de rest van zijn leven verbleef. Hier zette hij een instrumentaal ensemble op welke de naam Collegium Musicum droeg. Deze laatste periode in Hamburg was zijn meest productieve periode. Hier schreef hij onder andere de cantate Wie liegt die Stadt so Wüste, ter nagedachtenis aan zijn vele collega's die het leven lieten na een pestplaag in Hamburg, welke aan 20.000 mensen het leven kostte.

## Werken
Weckmann componeerde voor het orgel koraalvariaties en preludes. Voor het klavecimbel componeerde hij stukken welke een mix bevatten van Italiaanse en Franse invloeden, verscheidene sonates. Daarnaast schreef hij voor kleine ensembles orkestrale en vocale muziek. Zijn stijl lag op een lijn met die van zijn leermeester Schütz, zoals het concertato, chromatiek en het contrapunt met complexe motieven, waarin hij de simpele motieven die indertijd veel gebruikt werden links liet liggen. Weckmann is een goed voorbeeld van een componist wiens werken volledig in de geschiedenis verloren zouden zijn gegaan als er geen interesse in de 19e eeuw zou zijn getoond in de voorlopers van Johann Sebastian Bach.
Vier werken uit zijn vocaal-instrumentale oeuvre vormen waarschijnlijk een cyclus: ‘Wie liegt die Stadt so wüste’, ‘Zion spricht’ en ‘Herr, wenn ich dich nur habe” en ‘Weine nicht’; zij werden in dezelfde autograaf gevonden (waarbij vreemd genoeg het derde werk geheel was doorgekrast (onleesbaar, meende men lange tijd, maar sinds kort heruitgegeven). Alle vier hebben een gelijkaardige bezetting (met een instrumentatie voor twee of drie violen, drie gamba’s en continuo) en vormen ook thematisch een geheel. Het is mogelijk dat deze werken gemaakt werden als ‘verwoording van’ (Wie liegt die Stadt so wüste en Zion spricht) en ‘antwoord op’ (Herr wenn ich nur dich habe en Weine nicht) de ravage die de pest in de stad heeft aangericht. In elk geval zijn de kwaliteit en originaliteit van deze werken zodanig groot dat we Weckmann niet enkel moeten beschouwen als de ‘missing link’ tussen zijn leraar Schütz en de latere evoluties met Buxtehude en Bach, maar als een componist die ook op zichzelf een volwaardige plaats verdient in de muziekgeschiedenis en in het concertleven.

## Uitgave
Matthias Weckmann, Four Sacred Concertos, ed. Alexander Silbiger (A-R Editions, Inc., Madison, 1984)
- Biblioteca Nacional de España: XX1444234
- Bibliothèque nationale de France: cb12147756p (data)
- Gemeinsame Normdatei: 118835750
- International Standard Name Identifier: 0000 0004 3511 3398
- Library of Congress Control Number: n81150167
- Nationale Bibliotheek van Letland: 000046348
- MusicBrainz: e2a70ff9-e54e-47a3-b0a8-f0dd1e737670
- Nationale Bibliotheek van Tsjechië: jn20040203048
- Nationale Bibliotheek van Israël: 987007294484605171
- Nederlandse Thesaurus van Auteursnamen: 075108704
- SNAC: w6fr06tp
- Système universitaire de documentation: 150384300
- Trove: 1496739
- Virtual International Authority File: 37280263
- WorldCat: E39PBJdmk6Hbv4pk68mtTKpHG3